# Chrysidinae
Chrysidinae es una subfamilia de insectos perteneciente al orden Hymenoptera.

## Descripción
Es  la subfamilia más grande de la familia Chrysididae que comúnmente se conoce como avispas cuco. El grupo contiene unas 3000 especies en 48 géneros distribuidos  en 4 tribus en todo el mundo. Tienen colores brillantes metálicos en el cuerpo, y son capaces de doblar sus cuerpos, rodando como una pelota, como un mecanismo de defensa. Algunas se encuentran en las regiones desérticas del mundo, donde están típicamente asociados con especies de abejas y avispas solitarias, que también son más diversas en dichas zonas.
Por lo general, son cleptoparásitos, poniendo sus huevos en nidos de acogida, donde sus larvas consumen el huevo o larva de acogida, cuando aun es joven. Las otras subfamilias son parasitoides de moscas de sierra o insectos palos.
Son uno de los pocos grupos de Aculeata que no pueden picar. El ovipositor no funciona como aguijón.
Tiene las siguientes tribus:

## Tribus
- Allocoelini
- Chrysidini
- Elampini
- Parnopini